# Johann Christoph Pfennig
Johann Christoph Pfennig (* 31. Januar 1724 in Halle (Saale); † 9. August 1804 in Stettin) war ein deutscher Theologe und Autor.

## Leben
Johann Christoph Pfennig wurde als Sohn eines Fabrikanten und einer Pfarrerstochter geboren. Er besuchte die Schulen in seiner Heimatstadt Halle und studierte dann von 1745 bis 1749 Theologie und Philologie an der Universität Halle. Nach einer Zeit als Hauslehrer ging er 1750 an die Ratsschule in Stettin. Hier war er zunächst Konrektor adjunctus und erhielt 1756 die Stelle des Konrektors. 1773 wechselte er als 2. Pfarrer („Diakon“) an die Nikolaikirche und rückte 1786 auf die Stelle des 1. Pfarrers („Pastor“) auf. 1796 wurde er daneben Konsistorialassessor im Stettiner Konsistorium. Er starb als Hauptpastor und Konsistorialrat am 9. August 1804 im Alter von 80 Jahren.
Als Schullehrer und Schriftsteller machte sich Pfennig verdient durch mehrere brauchbare Lehrbücher, durch eine Einleitung in die mathematische und physikalische Geographie (Stettin 1765), durch eine Anleitung zur Kenntnis der mathematischen Erdbeschreibung (Stettin 1779), eine Anleitung zur Kenntnis der physikalischen Geographie (Stettin 1781) und mehrere ähnliche Schriften. Den meisten Beifall scheint seine Anleitung zur nützlichen und gründlichen Kenntnis der neuesten Erdbeschreibung gefunden zu haben (Berlin 1770). Die fünfte, durchgängig vermehrte und verbesserte, mit vollständigen Registern versehene Ausgabe dieses Buchs erschien 1794 in Berlin und Stettin. Es handelt sich hierbei um ein materialreiches Kompendium der Geographie, das größtenteils in Form von Tabellen Informationen über sämtliche Länder und Kontinente enthält. Zu diesem Werk fügte er noch 1790 einen kurzen Entwurf der neuesten Geographie nach ihren fünf Teilen für Anfänger hinzu.